# Włodzimierz Pasternacki
Włodzimierz Pasternacki (ur. 2 lipca 1885 w Dudiczach, zm. 1938 w obwodzie smoleńskim) – kapłan prawosławny, nowomęczennik.

## Życiorys
Pochodził z rodziny kapłana prawosławnego o szlacheckich korzeniach. Jego ojciec imieniem Hilarion był proboszczem parafii Opieki Matki Bożej w Dudiczach. Od najmłodszych lat śpiewał w chórze cerkiewnym i pomagał w cerkwi. W 1908 ukończył seminarium duchowne w Mińsku. Po ślubie z Natalią Sosińską, absolwentką szkoły duchownej dla kobiet, przyjął święcenia diakońskie, a następnie kapłańskie. Objął parafię we wsi Piesocznoje, którą przejął po teściu. W nieokreślonym bliżej roku w latach 20. XX stulecia został mianowany dziekanem dekanatu kopylskiego. Był w bardzo trudnej sytuacji materialnej z powodu wysokich podatków nałożonych przez władze stalinowskie na organizacje religijne. Wreszcie w 1932 był zmuszony opuścić Piesocznoje i przenieść się do miasteczka Kopyl, gdzie został proboszczem jedynej działającej parafii w regionie. Kapłan był szykanowany przez władze, które nałożyły na niego dodatkowe obciążenia fiskalne i zabroniły mu kształcić dzieci w państwowych szkołach. Wreszcie zamknięta została również jego parafia. Kapłan nie zrezygnował jednak z działalności duszpasterskiej i potajemnie prowadził ją nie tylko w Kopylu, ale i w sąsiednich wsiach. W marcu 1936 został aresztowany i skazany na dwa lata łagru za prowadzenie rejestru chrztów.
Przedterminowo zwolniony w grudniu 1937, udał się do wsi Rosławl, gdzie został natychmiast aresztowany ponownie. 5 stycznia 1938 został skazany na śmierć „za prowadzenie działalności kontrrewolucyjnej i agenturalnej na rzecz III Rzeszy”. W tym samym miesiącu został rozstrzelany na terytorium okręgu smoleńskiego. Jeszcze w 1956 władze twierdziły jednak, że duchowny zmarł w 1942 na atak serca, ale już dwa lata później został całkowicie zrehabilitowany. 28 października 1999 Egzarchat Białoruski Patriarchatu Moskiewskiego kanonizował go jako jednego z Soboru Nowomęczenników Eparchii Mińskiej. Od 2000 jest czczony w całym Rosyjskim Kościele Prawosławnym.
Miał ośmioro dzieci.